# Clubiona limpida
Clubiona limpida là một loài nhện trong họ Clubionidae.
Loài này thuộc chi Clubiona. Clubiona limpida được Eugène Simon miêu tả năm 1897.